# Marcus Gudmann
Marcus Mustac Gudmann (* 27. Februar 2000 in Ledøje-Smørum) ist ein dänischer Fußballspieler. Er steht beim FC Nordsjælland unter Vertrag, ist allerdings zurzeit an den Zweitligisten Kolding IF verliehen.

## Karriere

### Verein
Marcus Gudmann begann seine Karriere im Fußball bei Ledøje-Smørum Fodbold, einem Amateurverein aus den Ortschaften Ledøje und Smørum, ungefähr 20 Kilometer vom Kopenhagener Stadtzentrum entfernt. Im Alter von elf Jahren wechselte er in das Nachwuchsleistungszentrum des FC Nordsjælland. Am 10. November 2018 nominierte Kasper Hjulmand, Cheftrainer der Profimannschaft, Gudmann für den Spieltagskader für das Spiel in der Superligæn bei Randers FC, wo er einen Tag später im Alter von 18 Jahren in der 61. Minute eingewechselt wurde. Am 9. Januar 2019 verlängerte er seinen Vertrag und nahm am Trainingslager der Profimannschaft im spanischen La Manga teil. Seinen Alltag verbrachte Marcus Gudmann in der Saison 2018/19 zumeist in der U19-Mannschaft. In der Folgesaison blieb ihm ein Stammplatz in der Profimannschaft verwehrt, woraufhin er im Januar 2020 an den Zweitligisten FC Roskilde verliehen wurde. Dort erkämpfte sich Gudmann einen Platz in der Innenverteidigung und kam bis zum Saisonende in jedem Spiel zum Einsatz. Nachdem sein Leihvertrag zum Saisonende ausgelaufen war, kehrte er zum FC Nordsjælland zurück, wo ihm der Durchbruch auch dieses Mal verwehrt blieb. Da Marcus Gudmann mehr Spielpraxis wollte, gab Sportdirektor Jan Laursen am 29. September 2020 bekannt, dass man nach einem neuen Verein für ihn suche. Am 2. Oktober 2020 wurde er erneut an einen Zweitligisten verliehen, dieses Mal an Kolding IF. In der regulären Saison war Gudmann über weite Strecken Stammspieler, doch nach zwei Rotsperren in der regulären Saison verlor er in der Relegation der 1. Division seinen Stammplatz.

### Nationalmannschaft
Im Jahr 2017 absolvierte Marcus Gudmann vier Einsätze für die dänische U18-Nationalmannschaft. Danach spielte er bis 2019 für die U19-Nationalmannschaft Dänemarks, für die er zwischenzeitlich debütierte, und lief für diese in zehn Partien auf.